# Лихий Іван Миколайович
Лихи́й Іва́н Микола́йович (10 листопада 1914 — 4 листопада 1943) — радянський військовик, учасник Другої світової війни, Герой Радянського Союзу (1944).

## Біографія
Народився у 1914 році в селі Новоселівка Херсонської губернії (нині Доманівський район Миколаївської області) в сім'ї робітника. Українець.
Після закінчення 5 класів школи працював у радгоспі, на підприємствах Доманівки. У 1935–1936 роках проходив військову службу в лавах РСЧА. Після демобілізації працював у райвідділі міліції, згодом — у доманівській районній друкарні.
Вдруге призваний до РСЧА у квітні 1941 року Доманівським РВК Одеської області. Учасник німецько-радянської війни з червня 1941 року. Воював на Західному, Південно-Західному, Північно-Кавказькому, Південному та 4-ту Українському фронтах. Отримав одне поранення, одну контузію.
Після закінчення курсів молодших лейтенантів у березні 1942 року направлений у 60-ту окрему стрілецьку бригаду 5-ї армії Західного фронту. Командував стрілецьким взводом, стрілецькою ротою.
У вересні 1942 року бригада перекинута на Північний Кавказ, де увійшла до складу 9-ї армії. Брав участь у боях на орджонікідзевському напрямку, під Новоросійськом.
Після формування на базі 60-ї окремої стрілецької Червонопрапорної бригади 257-ї стрілецької дивізії в липні 1943 року, старший лейтенант І. М. Лихий призначений заступником командира 1-го стрілецького батальйону 943-го стрілецького полку. Брав участь у проведенні Мелітопольської наступальної операції. В ніч на 1 листопада 1943 року батальйон під командуванням І. М. Лихого убрід здійснив 4-кілометровий перехід через Сиваш і з ходу атакував ворожі позиції поблизу населених пунктів Коренки та Ашкадан (нині Красноперекопського району). Протягом 2-4 листопада бійці батальйону відбивали масовані атаки супротивника при підтримці танків.
4 листопада 1943 року загинув у бою. Похований у селі Красноармійське Красноперекопського району АРК Крим. Згодом перепохований на цвинтарі поблизу Центрального ринку міста Сімферополя.

## Нагороди
Указом Президії Верховної Ради СРСР від 16 травня 1944 року за мужність, відвагу і героїзм, виявлені у боротьбі з німецько-фашистськими загарбниками, капітанові Лихому Івану Миколайовичу присвоєне звання Героя Радянського Союзу (посмертно).
Нагороджений орденами Леніна (16.05.1944), Вітчизняної війни 1-го ступеня (06.10.1943, 28.12.1943), Червоної Зірки (18.05.1943) та медаллю «За відвагу» (15.04.1943).

## Пам'ять
У місті Сімферополь та в селищі міського типу Доманівка Миколаївської області встановлено погруддя І. М. Лихого. Його іменем названо вулиці у цих двох населених пунктах.